# 張勇 (黑客)
張勇（1981年—），是木馬程式「證券大盜」的作者，使用其木馬程式截獲股民賬戶密碼，盜賣股票價值1141.9萬元人民幣，非法獲利38.6萬元人民幣，被逮捕後以《中華人民共和國刑法》盜竊罪和金融犯罪遭起訴。2005年9月9日，江西省南昌市中級人民法院一審以盗窃罪判處張勇無期徒刑，共犯王浩、鄒亮分别被判處13年和12年有期徒刑。